# Bartolomeo Cesi (kardynał)
Bartolomeo Cesi (ur. w 1566 w Rzymie, zm. 18 października 1621 w Tivoli) – włoski kardynał.

## Życiorys
Urodził się w 1566 roku w Rzymie, jako syn Angela Cesiego i Beatriz Caetani. Studiował na Uniwersytecie w Perugii, gdzie uzyskał doktorat utroque iure. Po studiach został referendarzem Najwyższego Trybunału Sygnatury Apostolskiej, protonotariuszem apostolskim i skarbnikiem generalnym Kamery Apostolskiej. 5 czerwca 1596 roku został kreowany kardynałem diakonem i otrzymał diakonię Santa Maria in Portico (Octaviae). 10 marca 1608 roku został wybrany arcybiskupem Conza della Campania, a 13 kwietnia przyjął sakrę. 5 grudnia 1611 roku został podniesiony do rangi kardynała prezbitera i otrzymał kościół tytularny San Pietro in Vincoli. W latach 1612–1614 był kamerlingiem Kolegium Kardynałów i około 1614 roku zrezygnował z zarządzania diecezją. Siedem lat później został biskupem Tivoli. Zmarł tamże 18 października 1621 roku.